# Serhij Kotscherhin
Serhij Wolodymyrowytsch Kotscherhin (ukrainisch Сергій Володимирович Кочергін; russisch Сергей Владимирович Кочергин, Sergei Wladimirowitsch Kotschergin; * 25. März 1953 in Tscherkassy, Ukrainische SSR) ist ein ehemaliger ukrainischer Handballspieler.

## Karriere
Serhij Kotscherhin spielte für den Armeeklub SKA Kiew, mit dem er mehrfach die ukrainische Meisterschaft gewann und 1975 den dritten Platz der sowjetischen Meisterschaft erreichte. Mit der ukrainischen Auswahl gewann der Torwart die Silbermedaille bei der Völker-Spartakiade 1975 und 1979.
Mit der sowjetischen Nationalmannschaft gewann Kotscherhin bei der Weltmeisterschaft 1982 die Goldmedaille, blieb aber als dritter Torwart ohne Einsatzzeit. Für diesen Erfolg erhielt er die Auszeichnung Verdienter Meister des Sports der UdSSR.

## Sonstiges
Kotschergin schloss ein Studium in Kiew im Jahr 1974 ab. Nach seiner Spielerkarriere bei SKA Kiew blieb er in der Armee als Zugführer. Er arbeitete als Handballschiedsrichter, wurde zum Vorsitzenden des Schiedsrichterausschusses des ukrainischen Handballverbands gewählt und war als Spieldelegierter tätig. Derzeit arbeitet Kotscherhin als Militärrentner an der Nationalen Taras-Schewtschenko-Universität Kiew in der Abteilung für Leibeserziehung und Sport.
Serhij Kotscherhin ist seit 1976 mit der zweifachen Olympiasiegerin im Handball Tatjana Kotscherhyna verheiratet, die er im Jahr 1973 bei den Jugendmeisterschaften der UdSSR in Lwiw kennenlernte.